# سقاية زكريا الخضيري
سقاية زكريا الخضيري
الخضيري، هو الحاج زكريا بن عبد الوهاب بن ملا خضر، وهو من وجهاء مدينة بغداد وتجارها . أنشأ سقاية ماء لينتفع منها العامة من الناس والمصلين، في أواخر القرن الثامن عشر وأوائل القرن التاسع عشر الميلادي، في فترة العهد العثماني، ألحقها بمسجده الذي شيده في محلة التسابيل القريبة من محلة باب الشيخ والمعروف بمسجد التسابيل. وكان افتتاح السقاية سنة 1812م، وقد كتبت على شباكها خمسة أبيات لامية جاء فيها:
وعند وفاة الواقف الحاج زكريا الخضيري، عام 1817م، دفن في مسجده وقرب سقايته.